# چترزوینا
چترزوینا (به لاتین: Trzetrzewina) یک روستای لهستان در لهستان است که در Gmina Chełmiec واقع شده‌است.

## خصوصیات
چترزوینا ۱٬۶۷۰ نفر جمعیت دارد.